# Ребель, Франсуа
Франсуа Ребе́ль (фр. François Rebel; 1701—1775) — французский скрипач, дирижёр и композитор. Сын Жана Фери Ребеля.
Жизнь и творчество Ребеля, в основном, связаны с парижской Оперой; с середины 1730-х гг. он играл в её оркестре, а в 1757 г. вместе со своим постоянным соавтором Франсуа Франкёром возглавил её в качестве дирижёра. Также вместе с Франкёром Ребель сочинил ряд опер, поставленных в этом театре, — наиболее известны из них самая первая, «Пирам и Тисба» (фр. Pyrame et Thisbé; 1726) и «Скандербег» (фр. Scanderbeg; 1735, либретто Антуана де Ламотта). Отдельно от Франкёра Ребель сочинял церковную музыку.
Был женат на дочери знаменитой французской балерины Франсуазы Прево Анне-Огюстине де Вальжолли (Anne-Auguste de Valjolly).